# Les Aveux
Singles par France Gall
Il jouait du piano debout
(1980) Tout pour la musique / Résiste
(1981)
Singles par Elton John
Dear God
(1980) I Saw Her Standing There
(1981)
Les Aveux, avec sa face B Donner pour donner, est un single de France Gall interprété en duo avec le chanteur britannique Elton John, sorti en 45 tours, maxi 45 tours et cassette single en octobre 1980. 
Une réédition du single en vinyle maxi 45 tours est sortie en édition limitée le 3 septembre 2019.

## Liste des titres
| A. | Les Aveux          | Michel Berger                | Elton John    | 4:11 |
| B. | Donner pour donner | Michel Berger, Bernie Taupin | Michel Berger | 4:28 |

## Classements

### Classement hebdomadaire
| Classement (1980-81)                   | Meilleure position |
| -------------------------------------- | ------------------ |
| Belgique (Flandre Ultratop 50 Singles) | 37                 |
| France (IFOP)                          | 6                  |
| Israël (IBA)                           | 26                 |
| Pays-Bas (Nederlandse Top 40)          | 44                 |
| Pays-Bas (Single Top 100)              | 46                 |

### Classement de fin d'année
| Classement (1981) | Position |
| ----------------- | -------- |
| France (SNEP)     | 40       |

## Crédits
- Marty Paich : arrangements
- Dee Murray : bassiste
- Nigel Olsson : batteur
- James Newton Howard : clavier
- Richie Zito, Tim Merrizk : guitare
- Paulinho Da Costa : percussionniste
- Elton John : piano (A)
- Lon Price : saxophone

|  | Informations issues de Discogs. |

## Historique de sortie
| Pays                 | Date             | Format                                     | Label                     |
| -------------------- | ---------------- | ------------------------------------------ | ------------------------- |
| France,              | octobre 1980     | 45 tours • maxi 45 tours • cassette single | Atlantic                  |
| Belgique             | octobre 1980     | 45 tours                                   | Atlantic                  |
| Allemagne de l'Ouest | octobre 1980     | 45 tours                                   | The Rocket Record Company |
| Autriche             | octobre 1980     | 45 tours                                   | The Rocket Record Company |
| Pays-Bas             | octobre 1980     | 45 tours                                   | The Rocket Record Company |
| Brésil               | 1981             | 45 tours                                   | The Rocket Record Company |
| France,              | 3 septembre 2019 | maxi 45 tours                              | Warner Music France       |